# Setge d'Orleans
El setge d'Orleans (1428 - 1429) va marcar un punt d'inflexió a la Guerra dels Cent Anys de guerra entre França i Anglaterra. Aquesta va ser la primera gran victòria militar de Joana d'Arc i el primer gran èxit francès des de l'aclaparadora derrota a la batalla d'Agincourt el 1415.

## Antecedents
El 23 de novembre de 1407, en els carrers de París és assassinat Lluís I d'Orleans per ordre de Joan I de Borgonya. Les dues branques de la família reial francesa, queden dividides entre els que donaven suport als borgonyons i els que li'n donaven al d'Orléans. Ambdós bàndols esclataren en una guerra civil, on buscaren el suport dels anglesos, que finalment pactaren amb els borgonyons.
Després de la campanya que va dur a la conquesta anglesa de Normandia i de situar-los a les portes de París, el Tractat de Troyes, signat el 1420 va confirmar el domini anglès al nord del Loira, i poc després de la mort d'Enric V d'Anglaterra el 1422, el seu jove fill fou coronat Enric VI d'Anglaterra i França d'acord amb els termes del tractat. Joan de Lancaster, el duc de Bedford governava com a regent des de París amb el suport dels borgonyons, mentre el rei no coronat Carles VII de França estava refugiat a Bourges, al sud del Loira.
El 1428 Lancaster va llençar una ofensiva per conquerir la vall del Loira creuant per Orleans.

## Ofensiva del Loira
Un any després d'haver estat derrotat al setge de Montargis, Thomas Montacute, senyor de Salisbury va desembarcar a Calais amb 6.000 homes, als que es van afegir 4.000 de les guarnicions de Normandia enviats per Joan de Lancaster. Aquest exèrcit va prendre Chartres i les viles propers a finals d'agost de 1428, per dirigir-se a continuació a la regió del Loira. El fet d'haver de desplegar una part de la seva força com a guarnicions en les ciutats capturades, va disminuir la força anglesa fins al voltant de 4.000 homes en arribar a Orleans.

## Setge
Els anglesos van concentrar els seus esforços en prendre el monestir de l'Orde de Sant Agustí i a continuació les Tourelles, una fortalesa de dues torres que guardaven un dels ponts al sud de la ciutat, de 400 metres de llarg. El 23 d'octubre de 1428 els francesos foren forçats a abandonar la posició, i el comandant del setge, Thomas Montacute fou mort en acostar-se a una finestra per observar, quan una bala de canó va ferir-lo. William de la Pole va substituir-lo al capdavant del setge, però els anglesos no disposaven de prou tropes per bloquejar completament la ciutat i van construir posicions defensives en fusta i terra, però els francesos pogueren introduir reforços i queviures.
Tot i el reforç de 1500 borgonyons, al desembre de 1428 els defensors ja tenien més tropes que els atacants, però els francesos van romandre inactius, i fins i tot foren derrotats quan el 12 de febrer del 1429 atacaren amb l'ajut d'un contingent escocès un comboi de subministraments que arribava de París comandat per John Fastolf, i coneguda com la batalla de les arengades.
L'arribada de Joana d'Arc a la cort de delfí Carles a Chinon, i la retirada del suport als anglesos dels borgonyons va donar ànims als francesos, afeblint la posició anglesa.
L'abril de 1429, el delfí va permetre a Joana d'Arc intentar el rescat de la ciutat, amb un exèrcit de 5.000 homes que va travessar els fortins anglesos, i atacant per assalt tota una sèrie de fortaleses. El 7 de maig els anglesos només conservaven uns pocs bastions al nord-oest de la ciutat i van presentar batalla, però els francesos van refusar, i els anglesos van aixecar el setge, no sense ferir Joana amb una fletxa.

## Conseqüències
Tot i la ferida, Joana d'Arc va liderar una campanya al llarg del Loira, que va culminar el 19 de juny en la batalla de Patay, en la que els anglesos van patir una severa derrota. El 16 de juliol els anglesos havien arribat a Reims, on el delfí fou coronat Carles VII de França.